# Polikárpov

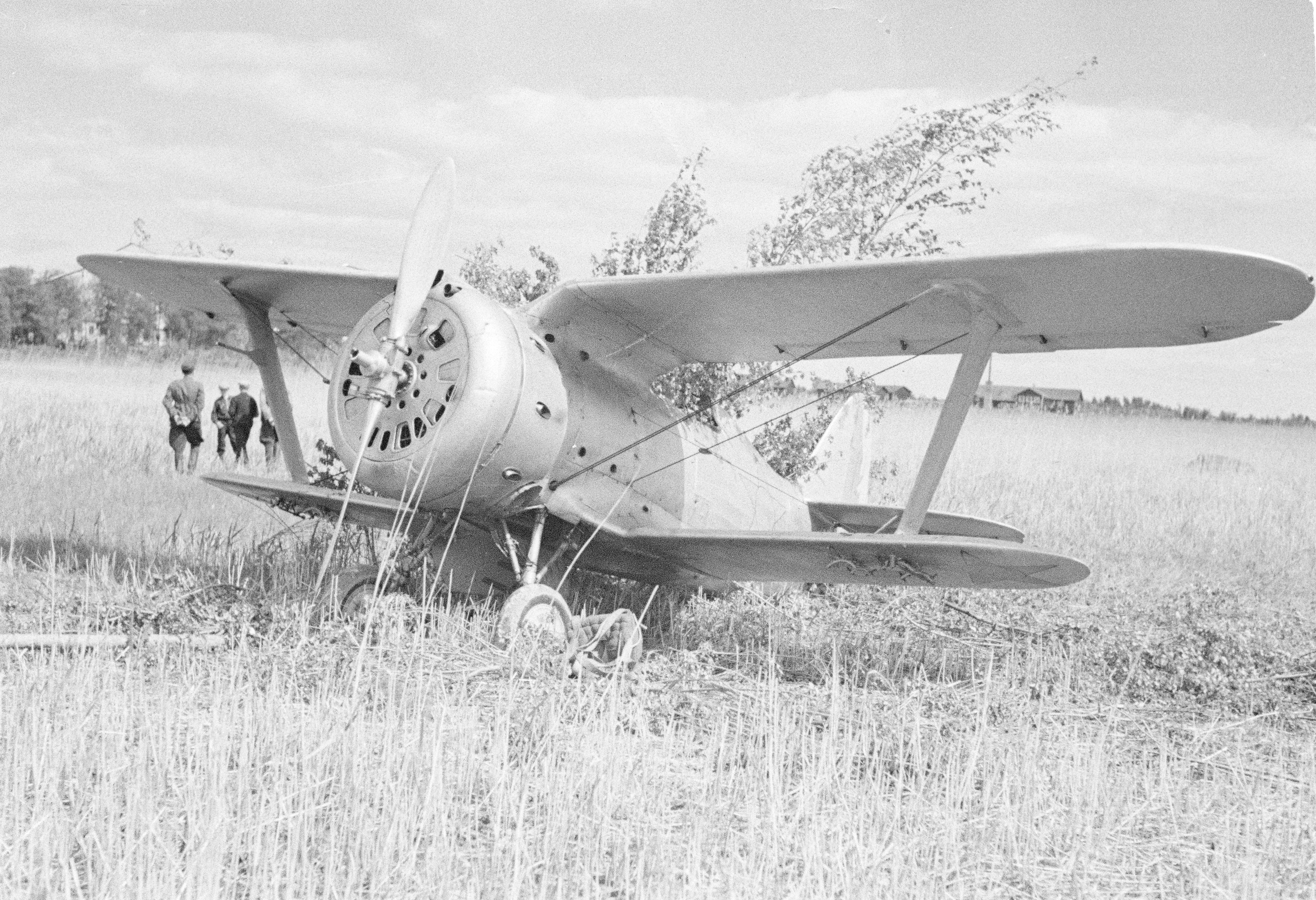
Caza biplano soviético Polikarpov I-153.

Polikárpov (en ruso: Полика́рпов) fue un OKB (oficina de diseño experimental) soviético de aviones, dirigido por Nikolái Polikárpov. Tras su muerte en 1944, fue absorbida por Lávochkin, pero algunos de sus ingenieros acabaron en Mikoyán-Gurévich y sus centros de producción fueron empleados por Sujói.

## Diseños de Polikárpov
- R-1 biplano de reconocimiento basado en el bombardero británico de Havilland DH.9
- R-2 biplano de reconocimiento basado en el R-1.
- MR-1 versión hidroavión del R-1.
- PM-1 (P-2) transporte biplano.
- Po-2 (U-2) biplano multiuso.
- I-1 (IL-400) prototipo de caza monoplano.
- DI-1 (2I-N1) prototipo de caza biplano con doble asiento.
- P-2 prototipo de entrenador biplano.
- I-3 caza biplano.
- R-4 biplano de reconocimiento (desarrollo del R-1).
- DI-2 (D-2) caza biplano con doble asiento.
- TB-2 prototipo de bombardero biplano bimotor.
- R-5 biplano de reconocimiento.
- P-5 versión de transporte ligero del R-5.
- SSS bombardero ligero desarrollado desde el R-5.
- RZ versión de ataque a tierra del R-5.
- PR-5 versión de transporte del R-5.
- I-5 caza biplano.
- I-6 caza biplano.
- I-15 caza biplano.
- I-16 caza monoplano con tren de aterrizaje retráctil.
- I-15-2 or I-152 (I-15bis) caza biplano.
- I-15-3 o I-153 caza biplano derivado del I-15 con tren de aterrizaje retráctil.
- I-17 caza
- I-180 prototipo de caza.
- I-185 prototipo de caza.
- Ivanov avión de ataque a tierra.
- VIT-1 bimotor de ataque.
- VIT-2 desarrollo del VIT-1.
- PR-12 transporte monoplano derivado del R-5.
- SPB bombardero en picado bimotor derivado de los VIT.
- I-190 prototipo de caza biplano derivado del I-153.
- TIS (MA) prototipo de caza bimotor.
- ITP (M) prototipo de caza.
- NB (T) prototipo de bombardero medio.
- BDP (S) planeador de transporte.
- MP versión motorizada del BDP.
- Malyutka caza propulsado por cohete, inconcluso tras la muerte de Polikárpov.
- Limozin (D) transporte ligero, abandonado inconcluso tras la muerte de Polikárpov.
- I-200 caza, finalizado como MiG-1.